# Cratere Dechu
Dechu  è un cratere sulla superficie di Marte.